# Антіох V Евпатор
Антіох V Евпатор (дав.-гр. Αντίοχος Ε' Ευπάτωρ; 173 до н. е. — 162 до н. е.) — басилевс держави Селевкідів у 164—162 роках до н. е. Для короткого правління Антіох V характерна боротьба за посаду регента між різними претендентами. Басилевс вдало воював з повсталими євреями, але був скинутий та вбитий своїм двоюрідним братом Деметрієм I.

## Життєпис

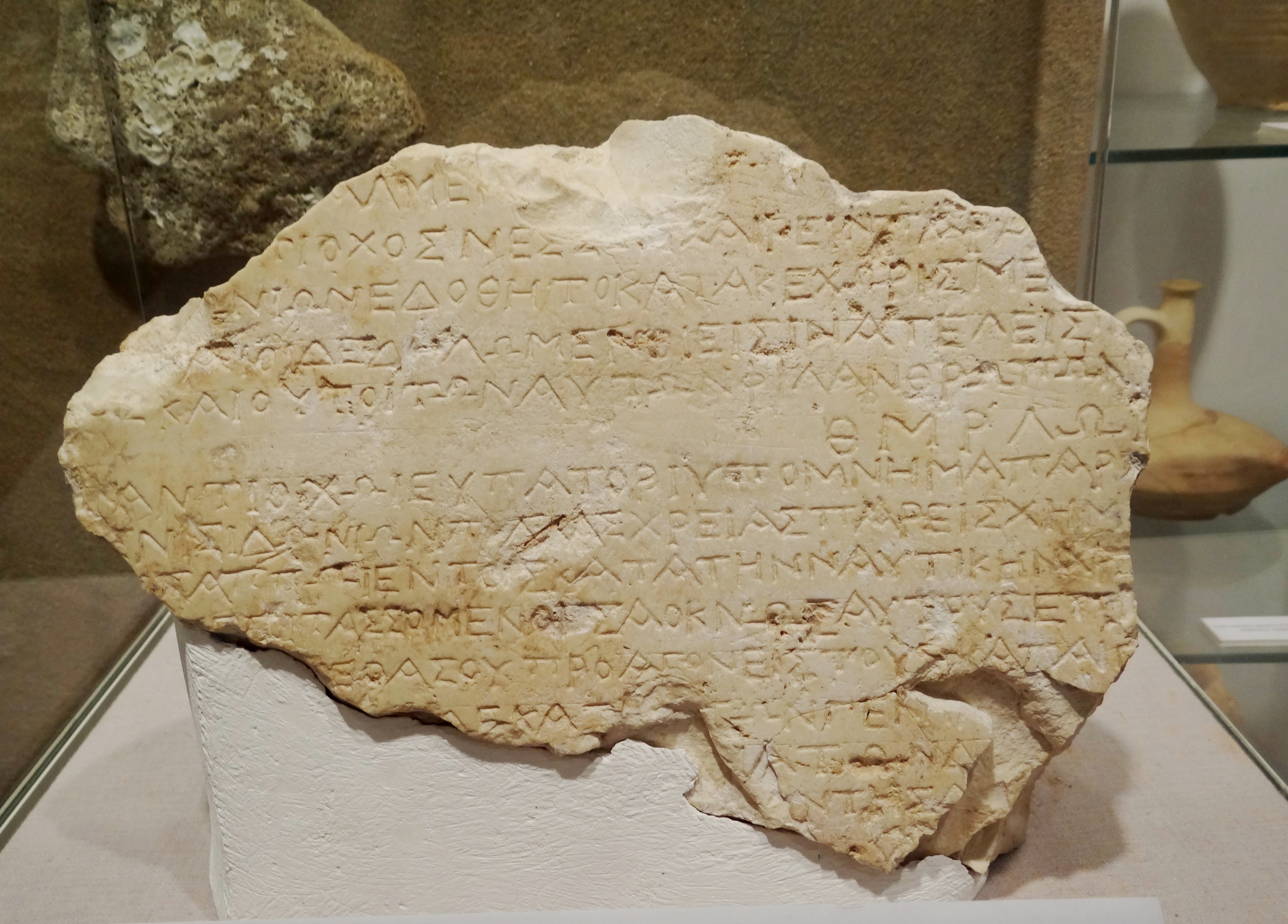
Декрет Антіоха V з порту Ямнії

Антіох був єдиним сином басилевса Антіоха IV Епіфана та його дружини Лаодіки IV. За однією з версій, його батьки були рідними братом та сестрою. За іншою версією, його матір'ю була дочка каппадокійського басилевса Аріарата IV і в такому разі вона була племінницею чоловіка. Антіох V народився близько 173 року до н. е., ця дата вираховується із твердження античного історика Аппіана, що басилевсу на момент смерті батька було дев'ять років. Твердження іншого античного історика Порфирія, що Антіоху V на той час було 12 років, вважається помилковим.
Ще під час життя батька, Антіох V був проголошений його співправителем. Згідно з клинописною табличкою з Вавилону, він вже був співправителем у ΒΜΡ (162) році ери Селевкідів (170 рік до н. е.). Однак за свідченням Порфирія, Антіох V був співправителем лише один рік та шість місяців. Німецький історик Ульрих Вількен припускав, що помилку міг пропустити епітоматор Порфирія — Євсевій Кесарійський і в оригіналі було написано шість років та один місяць.
Наприкінці 166 до н. е., або на початку 165 року до н. е. Антіох IV вирушив у свій східний похід, доручивши сину управляти країною від кордонів з Єгиптом до берегів Єфрату. Регентом при малолітньому басилевсі став придворний на ім'я Лісій. Йому довелося займатися придушенням повстання євреїв на чолі з Юдою Маковеєм. Влітку 164 року до н. е., Лісій очолив армію та вирушив у похід на євреїв, під його керівництвом армія селевкідів зійшлася з євреями у битві при Бетцурі, результат якої дискусійний. Хоча у Першій та Другій книзі Маккавеїв стверджується про розгромну перемогу євреїв, сучасні історики вважають, що масштаб битви був значно перебільшений, а Лісій відступив дізнавшись про смерть Антіоха IV. Смерть басилевса зробила позицію Лісія хиткою, оскільки до Антіохії прямував полководець Філіпп, якого помираючий басилевс призначив регентом і віддав йому інсигнії правителя.
З боротьбою за владу навколо малолітнього басилевса пов'язують і смерть його тітки Антіохіди, яка була вбита разом з дочкою у 163 році до н. е. На думку історика Едвіна Роберта Бівена, Антіохіда, бувши владною жінкою, втрутилася в інтриги селевкідського двору. Можливо вона підтримувала регента Філіппа у його боротьбі з Лісієм, або хотіла уберегти свого племінника, Антіоха V, від Лісія та його союзників. Дослідник Рензо Лукеріні припускав, що Лісій міг бачити в особі Антіохіди конкурентку його посаді регента, оскільки тітка басилевса мала на неї більше прав. Враховуючи, що в той час померла Лаодіка, дружина Антіоха IV та матір Антіоха V, припускається, що саме вона могла бути страченою дочкою Антіохіди.
Малолітній басилевс мав конкурента на владу в особі принца Деметрія, сина старшого брата Антіоха IV — Селевка IV Філопатора. В той час він перебував заручником у Римі. Деметрій звернувся до сенату з проханням відпустити його додому, щоб він успадкував батьківський трон, вказуючи, що він має більше права на владу ніж діти Антіоха IV. Однак римляни вирішили залишити принца у себе, на думку давньогрецького історика Полібія, сенат «знаходив більш вигідними дитячий вік і безсилля отрока, що успадковував царство».
Враховуючи, що малолітній басилевс не буде чинити опору, а його опікуни вдячні за тримання Деметрія у Римі, сенат направив до Антіоха V посольство у складі Гнея Октавія, Спурія Лукреція та Луція Аврелія Ореста. Посли мали на меті проконтролювати виконання умов апамейського миру 188 року до н. е., а саме спалити військові кораблі селевкідів, скалічити їх бойових слонів та ослабити армію держави Селевкідів. Діяльність послів викликала обурення місцевого населення, і в результаті голова посольства Гней Октавій був убитий у місті Лаодікея Лептином під час змащення в гімнасії. Щоб залагодити конфлікт, Лісієм, від імені Антіоха V, були відправлені посли до сенату. 
Деметрій вирішив знову спробувати отримати дозвіл повернутися додому, після ще однієї відмови сенату, він вирішив втекти до Сирії. Він перетягнув війська на свій бік, захопив та стратив Антіоха V. Це стало першим внутрішньородовим вбивством правлячого басилевса серед Селевкідів.
Джон Гренджер припускав, що Антіох міг бути переможцем Панафінейських ігор 162\161 років до н. е., як власник колісниці, яка перемогла у змаганнях. За іншою версією, це могла бути колісниця Александра I Баласа, який також називав себе сином Антіоха IV.
У ахейському місті Дими  Гегемонідом сином Зефіра були встановлені статуї Антіоха V та його батьків.
У Порту Ямнії (Явне-Ям) була знайдена частина декрету Антіоха V, який дарував місцевим сидонцям податкові привілеї, за допомогу яку вони надали басилевсу та надавали у минулому його діду та батьку. На думку дослідника Бенжаміна Айзека, допомога Антіоху V сталася у 163 році до н. е., однак цю подію не можливо пов'язати ні з одним з відомих етапів війни держави Селевкідів проти Юди Макавея.

## Монети

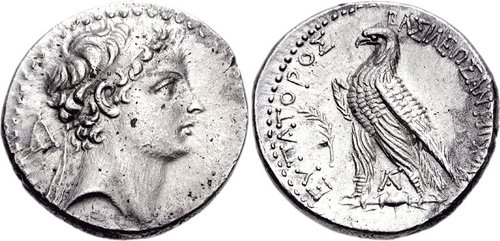
Тетрадрахма Антіоха V Птолемеївського типу

На аверсі монет Антіоха V зображена голова молодого басилевса у діадемі, на бронзовій монеті з Лаодикії Фінікійської правитель зображений не тільки у діадемі, але й у променистій короні. Відомий лише один тип золотих монет Антіоха V, це октадрахма із зображенням Зевса Нікатора на реверсі. Її випуск нумізмат Олівер Гувер пов'язував з тим, що держава молодого басилевса знаходилася у бойовій готовності. Срібні та бронзові монети Антіоха V наслідують типи його батька та слугують для прославлення хлопчика, як нащадка Антіоха IV. На реверсі срібних монет зображували Аполлона сидячого на омфалі, або Зевса Нікатора сидячого на троні. На реверсі бронзових монет є зображення Діоскурів, шестикрилого Кроноса-Еля, Баал-Берита (Посейдона) та пальми.
Серед монет Антіоха V є незвичні полегшені тетрадрахми Птолемеївського типу з орлом на реверсі, які походять з Калесирії та Фінікії. Оскільки такі монети стали масово карбуватися Селевкідами у часи правління Александра I Баласа, Олівер Гувер припустив, що вони були викарбувані цим басилевсом у пам'ять про свого померлого брата.

## Образ Антіоха V у культурі
Вчений Джордж Нікельсбург під час дослідження Книги пророка Даниїла, висловив думку, що персонажі книги, Навуходоносор та Валтасар є масками для Антіоха IV та його сина.